# Narcis Bădic
Narcis Iulian Bădic (sinh ngày 15 tháng 7 năm 1991) là một cầu thủ bóng đá người România thi đấu ở vị trí hậu vệ trái cho CSM Politehnica Iași.